# Ismahane Lahmar
Ismahane Lahmar (arabe : اسمهان لحمر), née le 25 octobre 1982 à Paris, est une réalisatrice et scénariste franco-tunisienne. Elle est surtout connue en tant que réalisatrice de courts et de longs métrages comme Rainbow, Woh ! et J'irai au diable.

## Biographie
Elle naît le 25 octobre 1982 à Paris de parents tunisiens. Cependant, elle déménage en Tunisie après sa naissance et vit avec ses grands-parents jusqu'à l'âge de huit ans, avant de rentrer en France,.
Après son retour, elle s'inscrit à l'université de Paris-XII pour étudier l'économie. Après avoir obtenu son diplôme en économie et gestion, elle déménage pour étudier les langues étrangères avec sa sœur. Au milieu de l'année universitaire, elle part en voyage au Canada et rejoint un ami chanteur pour une tournée au Québec. Durant cette période, elle se lance dans la réalisation de films.
Elle se forme au théâtre et à l'art dramatique à l'École supérieure de réalisation audiovisuelle de Paris. Plus tard, elle déménage à New York et obtient sa maîtrise en réalisation à l'université de New York. En 2008, elle fait ses débuts en tant que réalisatrice avec le court métrage Red Hope. Elle écrit ensuite le scénario du long métrage Al Yasmine avec le soutien de l'atelier Dubai Film Connection.
En 2010, elle décide de partir en Tunisie, avec le long métrage Under the Elbow. Cependant, elle change d'avis en raison des bouleversements politiques en cours. En 2014, elle réalise son deuxième court métrage, Rainbow, et le présente en juillet de la même année au cycle « Rares et tunisiens ». En 2016, elle écrit et réalise le film Woh !, une comédie financée par le public tunisien. En 2019, elle fonde la société de production Madame Prod dans laquelle elle développe et accompagne des projets pour les femmes et le cinéma de genre.

## Filmographie
| Année | Film             | Rôle                    | Genre         |
| ----- | ---------------- | ----------------------- | ------------- |
| 2012  | Mon 14           | Réalisatrice            | Moyen métrage |
| 2013  | N'importe quoi   | Réalisatrice            | Court métrage |
| 2015  | Rainbow          | Réalisatrice Scénariste | Court métrage |
| 2016  | Woh !            | Réalisatrice            | Long métrage  |
| 2021  | J'irai au diable | Réalisatrice Scénariste | Long métrage  |